# 1704 Wachmann
1704 Wachmann è un asteroide della fascia principale. Scoperto nel 1924, presenta un'orbita caratterizzata da un semiasse maggiore pari a 2,2230675 au e da un'eccentricità di 0,0867766, inclinata di 0,97160° rispetto all'eclittica.
L'asteroide è dedicato all'astronomo tedesco Arno Arthur Wachmann.